# Homosexualität in Norwegen

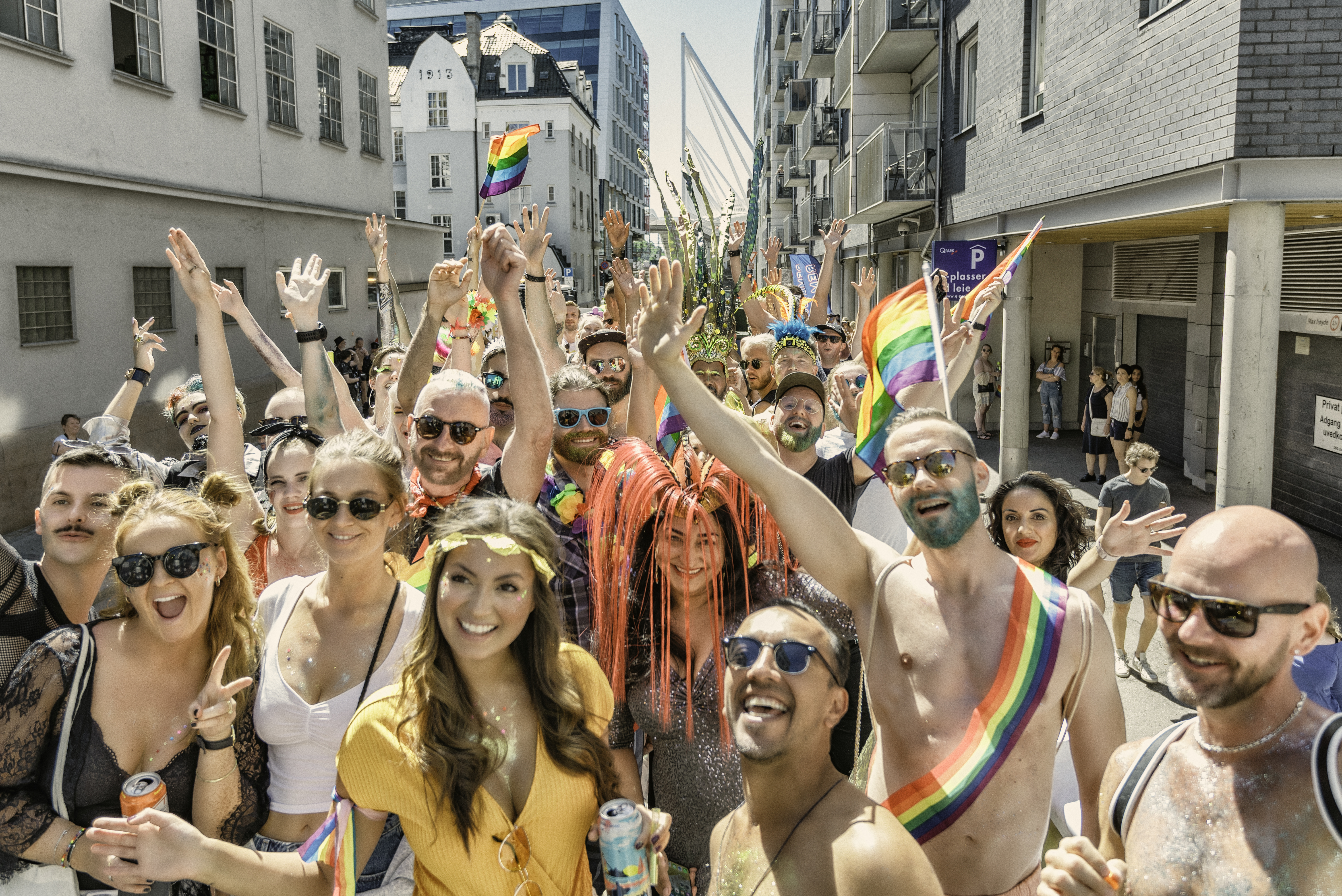
Pride Parade Oslo, 2019

Homosexualität ist in Norwegen heute gesetzlich und gesellschaftlich weitgehend akzeptiert.

## Geschichte
Homosexualität war in Norwegen – wie in vielen anderen Ländern – lange tabuisiert und Sexualkontakte zwischen Männern strafbar. Sexuelle Handlungen zwischen Frauen wurden hingegen nie kriminalisiert und kaum thematisiert. Ab den 1950er-Jahren organisierte sich die Homobewegung ausgehend von den Großstädten zunehmend. Zunächst als Untergruppierung der dänischen Organisation Forbundet af 1948 entstand im Jahr 1950 die norwegische Organisation Det Norske Forbundet av 1948 (DNF-48). Deren Hauptanliegen in ihren Anfangsjahren war, den Paragraf 213 des Strafgesetzbuches, der Sexualkontakte zwischen Männern unter Strafe stellte, abzuschaffen. Mit der Wahl von Kim Friele zur ersten Frau an der Spitze des DNF-48 konnte die Organisation ab 1966 offener auftreten, da Friele als Lesbe im Gegensatz zu homosexuellen Männern nicht im Konflikt mit dem Gesetz stand. In dieser Zeit wurde Friele für viele zum Gesicht der Bewegung.
Im Jahr 1972 wurde der Paragraf 213, der Sexualkontakte zwischen Männern verboten hatte, aus dem Strafgesetzbuch entfernt. Während der Ausbreitung von AIDS und HIV wurden vor allem homosexuelle Männer verstärkt stigmatisiert. Zum ersten Todesfall kam es in Norwegen im Jahr 1983. Im Jahr 1993 wurde mit knapper Mehrheit ein Lebenspartnerschaftsgesetz verabschiedet. Das Gesetz gab gleichgeschlechtlichen Paaren nahezu die gleichen Rechte wie verheirateten Paaren, sie waren jedoch weiter von Adoptionen, künstlichen Befruchtungen und kirchlichen Eheschließungen ausgeschlossen. Norwegen war dabei nach Dänemark das zweite Land der Welt, das ein Gesetz für eingetragene Partnerschaften erhielt. Im Jahr 2001 wurde es erlaubt, dass Personen in eingetragenen Partnerschaften das Kind des Partners oder der Partnerin adoptieren.
Im Jahr 2008 wurde schließlich die Ehe für homosexuelle Paare geöffnet. Damit erhielten sie die gleichen Rechte wie gemischtgeschlechtliche Paare in Bezug auf Adoptionen und künstliche Befruchtung. Mit der Zeit sank auch der Widerstand gegen gleichgeschlechtliche Ehen in der Norwegischen Kirche, die es schließlich erlaubte, auch gleichgeschlechtliche Paare kirchlich zu verheiraten.

## Legalität

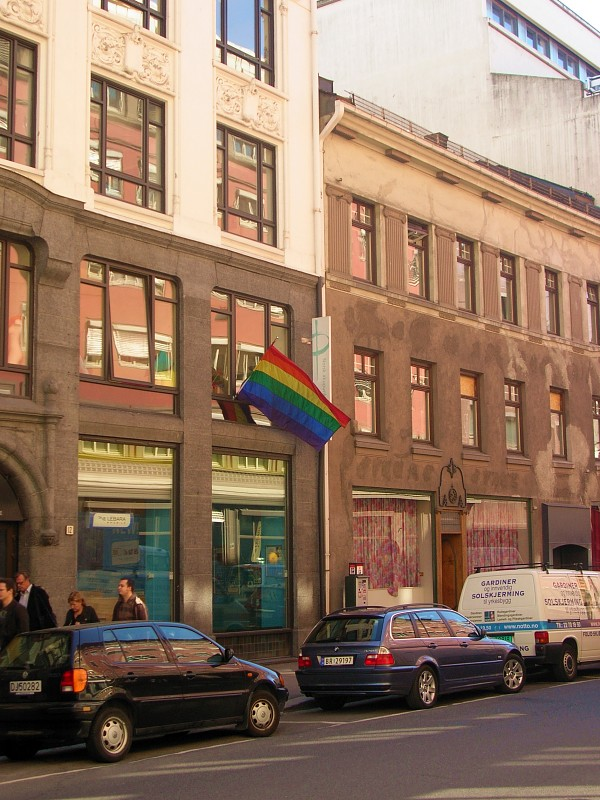
Landsforeningen for lesbisk og homofil frigjøring – Kongens gate 12 in Oslo

1972 wurden homosexuelle Handlungen legalisiert. Das Schutzalter liegt bei 16 Jahren und ist heute somit dem Heterosexueller gleichgestellt.

## Antidiskriminierungsgesetze
Norwegen führte 1981 als erstes Land in der Welt ein Antidiskriminierungsgesetz, welches die ungleiche Behandlung von Personen auf Grund ihrer sexuellen Orientierung verbietet, ein. Auch vom Militärdienst sind homosexuelle Menschen nicht ausgeschlossen.

## Gleichgeschlechtliche Ehe
Norwegen verabschiedete 1993 ein Lebenspartnerschaftsgesetz. Homosexuellen Paaren ist es gestattet, die biologischen Kinder ihres Partners zu adoptieren. Am 11. Juni 2008 beschloss das norwegische Parlament ein Gesetz zur Öffnung der Ehe für homosexuelle Paare, das am 1. Januar 2009 in Kraft trat.
Den Kirchen ist es erlaubt, gleichgeschlechtliche Hochzeiten durchzuführen, sie sind jedoch nicht dazu verpflichtet. Im April 2016 erlaubte die lutherische Norwegische Kirche es ihren Pfarrern, homosexuelle Paare zu verheiraten. Im Januar 2017 entwickelte die norwegische Kirche eine Liturgie zur Trauung gleichgeschlechtlicher Paare. Es ist Pfarrern weiter erlaubt, Hochzeiten abzulehnen. Nicht erlaubt ist es einem Pfarrer allerdings, einem Paar den Trauungsgottesdienst in einer bestimmten Kirche zu verbieten.

## Gesellschaftliche Situation
In Norwegen gibt es in der Hauptstadt Oslo eine homosexuelle Szene. Die wichtigste LGBT-Bürgerrechtsorganisation in Norwegen ist Fri – foreningen for kjønns- og seksualitetsmangfold. Die meisten Norweger sind homosexuellen Menschen sehr freundlich und liberal gegenüber verbunden. Eine 2007 durchgeführte Meinungsumfrage durch Synovate MMI, eines der größten Marktforschungs-Unternehmen des Landes, bei der die norwegische Bevölkerung nach ihrer Meinung zur ‚geschlechtsneutralen Ehe‘ befragt wurde, ergab, dass 61 % der Norweger diese Ehe befürworten. Zudem gehört Norwegen, wie in skandinavischen Ländern bekannt, mittlerweile zu den tolerantesten und liberalsten Ländern, was Homosexualität anbelangt. Über 80 % befürworteten im Jahr 2017 eine gleichgeschlechtliche Ehe.